# Загибалов, Леонид Максимилианович
Леонид Максимилианович Загибалов (1881, Якутская область — ?) — городской голова Хабаровска в 1917 году, томский губернский комиссар Временного Сибирского правительства и специальный представитель Временного Сибирского правительства на Дальнем Востоке в 1918 году.

## Биография
Родился в семье революционера Максимилиана Николаевича Загибалова во время нахождения того в ссылке в Якутской области. После окончания ссылки семья Загибаловых перебралась в Томск, где затем отец Леонида был избран гласным Томской городской думы, а Леонид поступил в Томский технологический институт.
Во время учёбы Леонид сблизился с эсерами и в 1903 году участвовал в создании товарищества на паях для издания в Томске газеты «Сибирский вестник», которая фактически должна была быть газетой эсеров. Благодаря этой деятельности Леонид Загибалов познакомился с активным деятелем сибирского областнического движения П.В. Вологодским, а через него — и с другими сибирскими областниками-автономистами.
В 1905 году по политическим мотивам был отчислен из Томского технологического института и продолжил учёбу в Германии, где окончил Берлинский политехникум, после чего в 1910 году вернулся в Россию и затем поселился вместе с женой Александрой Кузьминичной и дочерью Викторией (1907 года рождения) в Харбине, где служил счетоводом на КВЖД. В 1912 году перебрался в Хабаровск, где был помощником инспектора страхового общества. 
После Февральской революция 1917 года, будучи мобилизованным в армию (Государственное ополчение) во время Первой мировой войны, он стал председателем хабаровского Совета солдатских депутатов, а в августе 1917 года стал депутатом Приамурского краевого Совета рабочих, солдатских и крестьянских депутатов. Одновременно с этим в конце лета 1917 года его избрали гласным Хабаровской городской думы, а затем и городским головой Хабаровска. 
После Октябрьской революции в конце декабря 1917 года Хабаровская городская дума была распущена, и Загибалов вернулся в Томск. Когда в июне 1918 года в Томске в результате восстания чехословацкого корпуса Советская власть была свергнута, Загибалов принял участие в работе созданного томского губернского комиссариата. 16 июля 1918 года он был назначен томским губернским комиссаром Временного Сибирского правительства. 
Пробыв на этом посту всего полтора месяца, Загибалов в конце августа 1918 года был направлен в качестве специального представителя Временного Сибирского правительства на Дальний Восток. При посещении им Читы при его непосредственном участии временным комиссаром Забайкальской области избрали эсера А.М. Флегонтова. 
1 ноября 1918 года Загибалов передал свои полномочия представителя на Дальнем Востоке Временного Сибирского правительства генералу Д.Л. Хорвату и стал управляющим представительством одной из крупных сибирских торговых фирм во Владивостоке. 
В октябре 1921 года его избрали гласным Владивостокской городской думы; при ликвидации Приамурского земского края он в октябре 1922 году вместе с семьёй эмигрировал в Китай. 
До 1939 года он жил в Харбине, где работал на железной дороге, потом — в газете, а затем — в одной из торговых контор. Дальнейшая его судьба неизвестна. Возможно, он вместе с дочерью Викторией в 1941 году перебрался в США. 
Известно, что его дочь Виктория была художницей-карикатуристкой и более 20 лет проработала на студии Уолта Диснея в США. 